# Лі На (фехтувальниця)
Лі На (кит.: 李 娜, 9 березня 1981) — китайська фехтувальниця, олімпійська чемпіонка.

## Виступи на Олімпіадах
| Олімпіада   | Дисципліна      | Місце |
| ----------- | --------------- | ----- |
| Сідней 2000 | шпага, особисті | 30    |
| Сідней 2000 | шпага, командні | 3     |
| Афіни 2004  | шпага, особисті | 9     |
| Афіни 2004  | шпага, командні | 6     |
| Пекін 2008  | шпага, особисті | 4     |
| Лондон 2012 | шпага, особисті | =9    |
| Лондон 2012 | шпага, командні | 1     |